# Asuridia
Asuridia is een geslacht van vlinders van de familie spinneruilen (Erebidae), uit de onderfamilie Arctiinae.

## Soorten
- A. carnipicta Butler, 1877
- A. decussa Bethune-Baker, 1910
- A. metaphae Hampson, 1900
- A. miltochristoides Rothschild, 1913
- A. nigriradiata Hampson, 1896
- A. nigrisparsa Hampson, 1914
- A. phoenicea Hampson, 1914
- A. ridibunda Snellen, 1904
- A. rubripennis Inoue, 1988
- A. subcruciata Rothschild, 1913
- A. yuennanica Daniel, 1951